# کلرید منگنز (II)
کلرید منگنز (II) (به انگلیسی: Manganese(II) chloride) با فرمول شیمیایی MnCl۲ یک ترکیب شیمیایی با شناسه پاب‌کم ۲۴۴۸۰ است. که جرم مولی آن 125.844 g/mol (anhydrous)
161.874 g/mol (dihydrate)
197.91 g/mol (tetrahydrate) می‌باشد. شکل ظاهری این ترکیب، جامد  صورتی است.